# Weyerbusch
Weyerbusch est une municipalité allemande située dans le land de Rhénanie-Palatinat et l'arrondissement d'Altenkirchen (Westerwald).

## Personnalités liées à Weyerbusch
- Amalie Raiffeisen (1846-1897), née à Weyerbusch, fille de Friedrich Wilhelm
- Friedrich Wilhelm Raiffeisen (1818–1888), maire de Weyerbusch de 1845 à 1848, père d'Amalie

## Source
- (de) Cet article est partiellement ou en totalité issu de l’article de Wikipédia en allemand intitulé « Weyerbusch » (voir la liste des auteurs).